# Великая Отечественная война (монеты)
Великая Отечественная война — памятные монеты выпущенные Центральным банком Российской Федерации, посвящённые Великой Отечественной войне.

Вели́кая Оте́чественная война́ (1941—1945) — война Союза Советских Социалистических Республик против нацистской Германии и её европейских союзников (Болгарии, Венгрии, Италии, Румынии, Словакии, Финляндии, Хорватии); решающая часть Второй мировой войны.

## Выпуск монет
Банк России много раз чеканил монеты, посвящённые Великой Отечественной войне. Их основная тематика — знаменательные события, такие крупные победы, а также юбилеи победы. Первые монеты были выпущены в 1992 году.
Теме Великой Отечественной войны посвящены следующие серии монет:
- 50 лет Великой Победы
- 50-летие Победы в Великой Отечественной войне
- 55-я годовщина Победы в Великой Отечественной войне 1941—1945 гг.
- 60-я годовщина Победы в Великой Отечественной войне 1941—1945 гг.
- 65-я годовщина Победы в Великой Отечественной войне 1941—1945 гг.
- 70-летие Победы советского народа в Великой Отечественной войне 1941—1945 гг.
- 70-летие разгрома советскими войсками немецко-фашистских войск в Сталинградской битве
- Подвиг советских воинов, сражавшихся на Крымском полуострове в годы Великой Отечественной войны 1941—1945 гг.
- Города — столицы государств, освобождённые советскими войсками от немецко-фашистских захватчиков.

Планом выпуска монет на 2019 год предусмотрен выпуск монет трёх серий: «75-летие Победы советского народа в Великой Отечественной войне 1941—1945 гг.», «Оружие Великой Победы» (конструкторы оружия), «75-летие полного освобождения Ленинграда от фашистской блокады».

### 50-летие Победы в Великой Отечественной войне

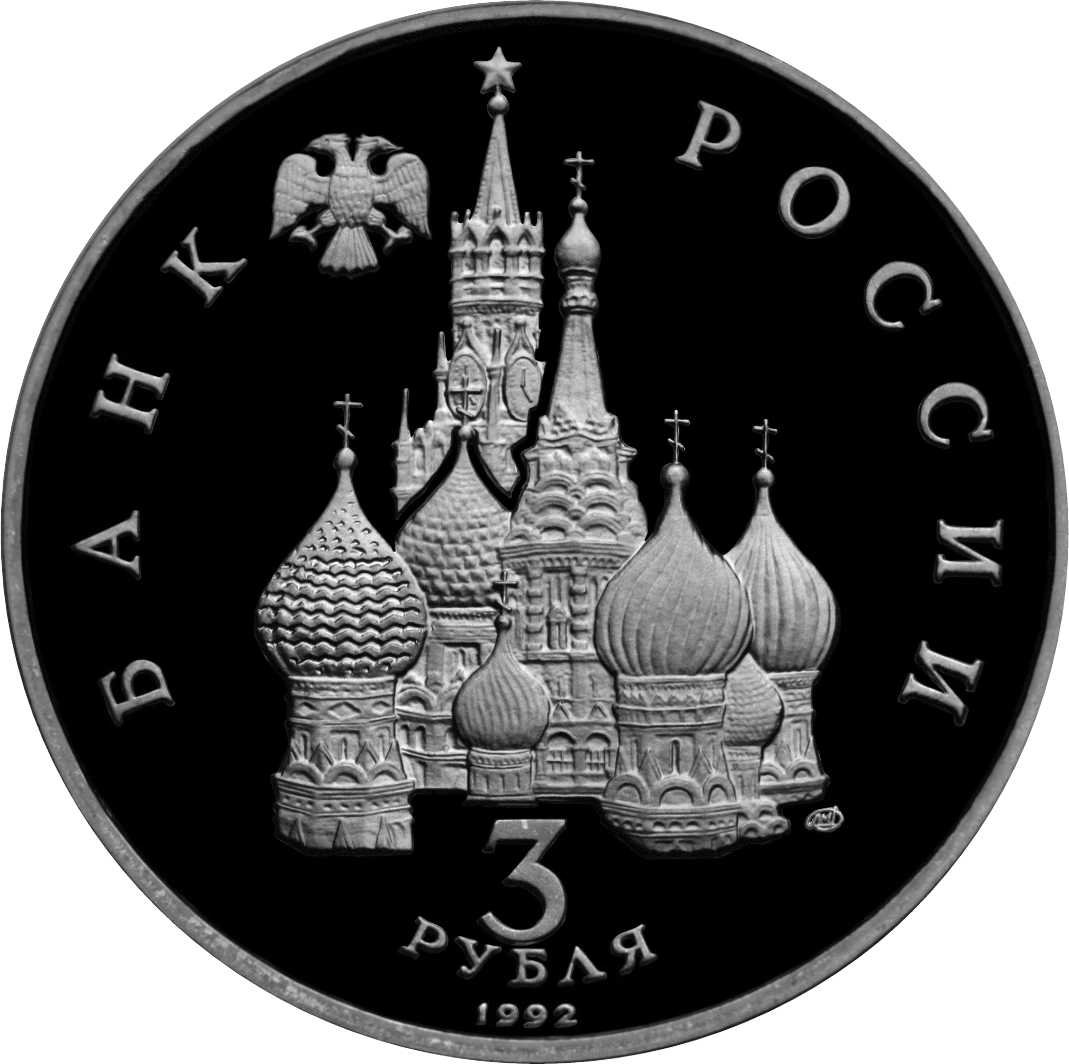
Монета 1992 года, 3 рубля, Северный конвой, аверс.

Начало серии положила 3 рублёвая монета «Северный конвой», первая из 9 монет выпуска. Монеты данной серии посвящены знаменательным и важным событиям Великой Отечественной войны 1941—1945.

### 55-я годовщина Победы в Великой Отечественной войне 1941—1945 гг.

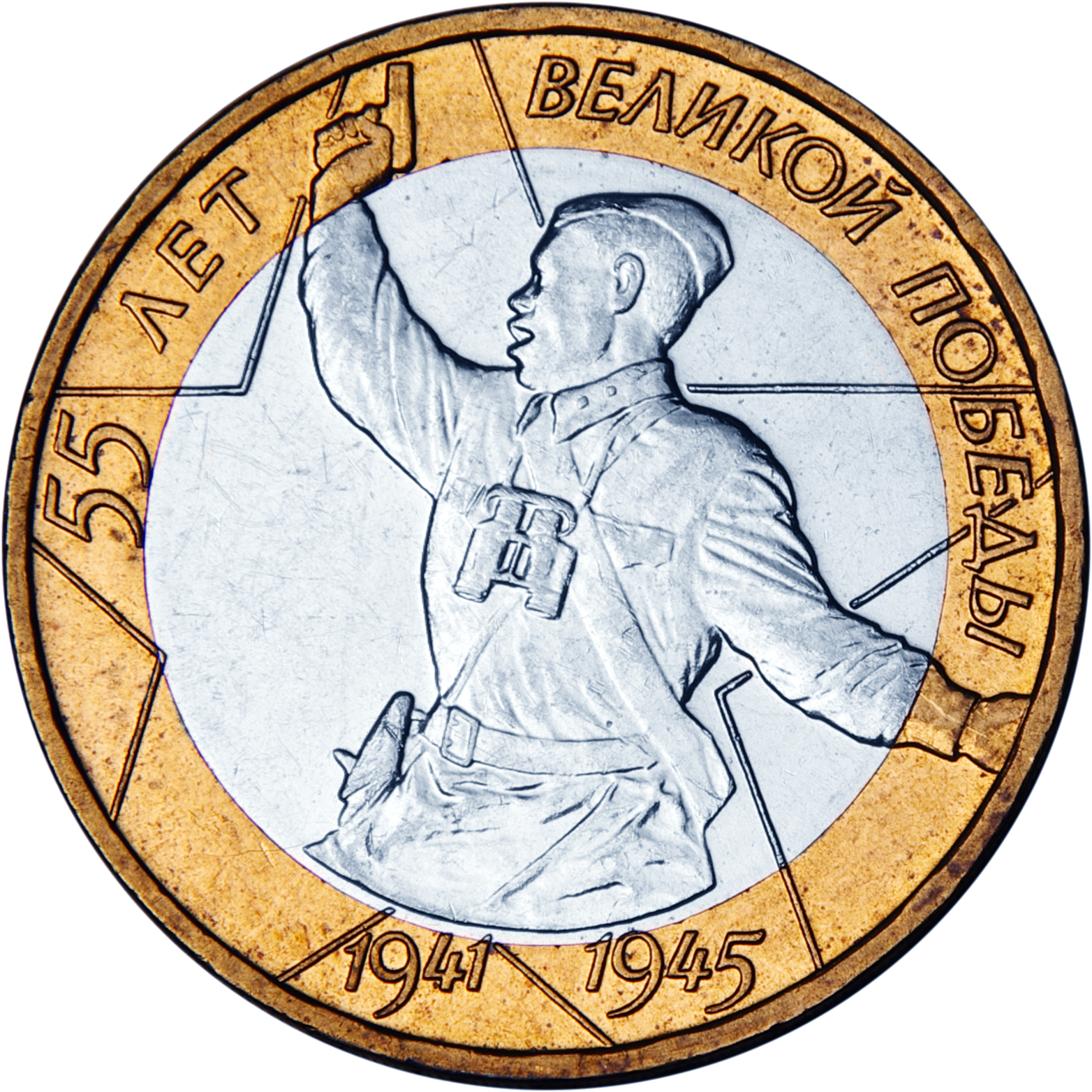
10 рублей 2000 года

Выпуск памятных монет к 55 годовщине Победы в ВОв. Серия из 10 разновидностей монет. Монеты выполнены из различных металов, от серебра до медно-никелевого сплава.
В данной серии представлен выпуск памятных 2 рублёвых монет из медно-никелевого сплава. Это первые памятные 2 рублёвых монеты из недрагоценных металов в современной российской нумизматике.

### 60-я годовщина Победы в Великой Отечественной войне 1941—1945 гг.

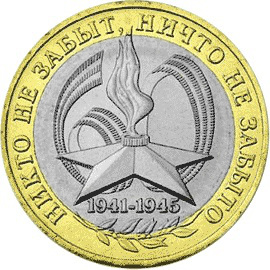
10 рублей 2005 года

Монетная серия 2005 года, состоящая из 5 типов монет. Каждый тип представлен одной разновидностью. Монеты исполнены из разных металов: золото, серебра, латунно-мельхиоровое соединение.
Монеты отчеканены на Московском и Питерском монетных дворах.

### 65-я годовщина Победы в Великой Отечественной войне 1941—1945 гг.

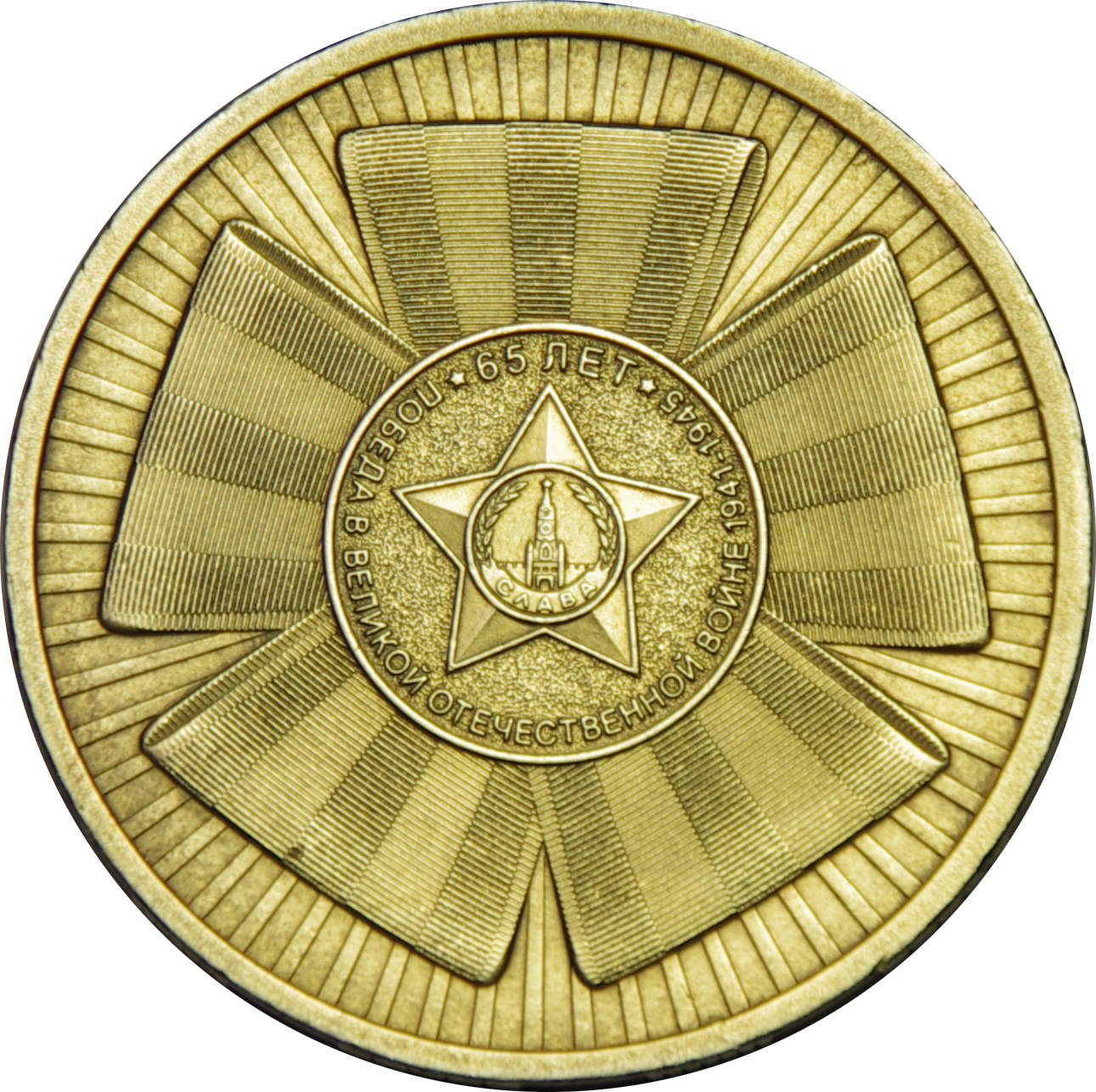
10 рублей 2010 года

Серия памятных монет 2010 года. Всего 4 монеты. В серии есть монеты из серебра и из стали. Монеты из серебра выполнены в цвете. На стальной 10 рублёвой монете изображена эмблема 65 годовщины Победы. Она также является первой 10 рублёвой монетой данного типа.
C 1992 по 2010 годы Банк России выпустил серию памятных монет из серебра, золота, латуни, стали, посвященную Великой Отечественной войне. Всего 48 монет.

### 70-летие Победы советского народа в Великой Отечественной войне 1941—1945 гг.
Серия памятных монет, выпущенных Центральным банком Российской Федерации в 2015 году к 70-летию окончания Великой Отечественной войны. из золота, серебра, латунь-мельхиорового сплава и стали. Всего 24 монеты.

## Общая статистика
| Выпуск монет по годам: | Выпуск монет по годам: | Выпуск монет по годам: | Выпуск монет по годам: | Выпуск монет по годам: | Выпуск монет по годам: | Выпуск монет по годам: | Выпуск монет по годам: |
| 1992                   | 1993                   | 1994                   | 1995                   | 2000                   | 2005                   | 2010                   | Всего                  |
| ---------------------- | ---------------------- | ---------------------- | ---------------------- | ---------------------- | ---------------------- | ---------------------- | ---------------------- |
| 1                      | 3                      | 5                      | 20                     | 10                     | 5                      | 4                      | 48                     |

| Выпуск монет по сериям: | Выпуск монет по сериям:                       | Выпуск монет по сериям:                             | Выпуск монет по сериям:                             | Выпуск монет по сериям:                             | Выпуск монет по сериям: |
| 50 лет Великой Победы   | 50-летие Победы в Великой Отечественной войне | 55-я годовщина Победы в Великой Отечественной войне | 60-я годовщина Победы в Великой Отечественной войне | 65-я годовщина Победы в Великой Отечественной войне | Всего                   |
| ----------------------- | --------------------------------------------- | --------------------------------------------------- | --------------------------------------------------- | --------------------------------------------------- | ----------------------- |
| 9                       | 20                                            | 10                                                  | 5                                                   | 4                                                   | 48                      |